# Winklmoos
Winklmoos este o arie protejată (arie specială de conservare — SAC, sit de importanță comunitară — SCI, arie de protecție specială avifaunistică — SPA) din Austria întinsă pe o suprafață de 78,08 ha, integral pe uscat.

## Localizare
Centrul sitului Winklmoos este situat la coordonatele 47°39′02″N 12°35′29″E / 47.6506°N 12.5914°E.

## Înființare
Situl Winklmoos a fost declarat sit de importanță comunitară în ianuarie 1995 pentru a proteja 35 de specii de animale. Alte tipuri de protecție:
- arie de protecție specială avifaunistică (în noiembrie 1996)[2]
- arie specială de conservare (în iulie 2006)[1][3][4]

## Biodiversitate
Situată în ecoregiunea alpină, aria protejată conține 6 habitate naturale: Liziere de ierburi înalte hidrofile de câmpie și de nivel montan până la alpin, Turbării active, Mlaștini turboase de tranziție și turbării mișcătoare, Depresiuni pe substraturi de turbă de Rhynchosporion, Mlaștini împădurite, Păduri aluvionare cu Alnus glutinosa și Fraxinus excelsior (Alno-Padion, Alnion incanae, Salicion albae).
La baza desemnării sitului se află mai multe specii protejate:
- păsări (34): minunița (Aegolius funereus), fâsă de pădure (Anthus spinoletta), fâsă de pădure (Anthus trivialis), lăstunul mare (Apus apus), acvilă de munte (Aquila chrysaetos), cocoșul de mesteacăn (Bonasa bonasia), Carduelis citrinella, porumbel gulerat (Columba palumbus), cuc (Cuculus canorus), ciocănitoare neagră (Dryocopus martius), muscar negru (Ficedula hypoleuca), muscar (Ficedula parva), ciuvică (Glaucidium passerinum), codobatură galbenă (Motacilla alba), codobatură de munte (Motacilla cinerea), muscar sur (Muscicapa striata), viespar (Pernis apivorus), codroș de munte (Phoenicurus ochruros), codroșul de pădure (Phoenicurus phoenicurus), pitulice de munte (Phylloscopus collybita), pitulice sfârâitoare (Phylloscopus sibilatrix), pitulice-fluierătoare (Phylloscopus trochilus), ciocănitoare de munte (Picoides tridactylus), ciocănitoare verzuie (Picus canus), brumăriță de pădure (Prunella modularis), aușel sprâncenat (Regulus ignicapilla), sitar de pădure (Scolopax rusticola), silvie cu cap negru (Sylvia atricapilla), silvie de zăvoi (Sylvia borin), silvie-mică (Sylvia curruca), cocoș de mesteacăn (Tetrao tetrix),  cocoș de munte (Tetrao urogallus), sturz-cântător (Turdus philomelos), mierlă gulerată (Turdus torquatus)
- mamifere (1): liliac cârn (Barbastella barbastellus)

Pe lângă speciile protejate, pe teritoriul sitului au mai fost identificate 28 de specii de păsări, 3 specii de amfibieni, 4 specii de mamifere, 1 specie de nevertebrate.